# Pseudopostega galapagosae
Pseudopostega galapagosae là một loài bướm đêm thuộc họ Opostegidae. Nó được miêu tả bởi Donald R. Davis và Jonas R. Stonis, 2007. Nó có thể là loài đặc hữu của quần đảo Galápagos, ở đó nó được thu thập trên các đảo của Fernandina, Isabela, San Cristóbal, Santa Cruz và Santiago.
Chiều dài cánh trước là 2.3–3.4 mm. Con trưởng thành bay từ tháng 1 đến tháng 5.